# Josephine Tewson
Josephine Tewson (ur. 26 lutego 1931 w Londynie, zm. 18 sierpnia 2022 tamże) – brytyjska aktorka.
Odtwórczyni roli Elizabeth „Liz” Warden, nerwowej sąsiadki Hiacynty Bukiet (Patricia Routledge) w sitcomie BBC1 Co ludzie powiedzą? (1990–1995). Wystąpiła jako Lucinda Davenport w sitcomie BBC One Babie lato (2003–2010).

## Życiorys
Urodziła się w Hampstead, dzielnicy w północnym Londynie, jako córka Kate (z domu Morley), pielęgniarki, i Williama Tewsona, zawodowego muzyka. Jej ojciec grał na kontrabasie w BBC Symphony Orchestra. Jej dziadek ze strony matki, Haydn Morley, był piłkarzem i kapitanem Sheffield Wednesday F.C. Studiowała w Royal Academy of Dramatic Art, którą ukończyła w 1952.
W 1957 debiutowała na West Endzie w roli Ivy Crush w musicalu Bezpłatnie jak powietrze. Następnie wystąpiła na londyńskiej scenie w spektaklu Androkles i lew (1961) jako Megaera, W 1964 zagrała w sztuce Williama Shakespeare’a Koriolan w Nottingham Playhouse w Nottingham. Powróciła na West End w spektaklu Alana Ayckbourna Kobieta w umyśle (1986–87) jako Muriel i przedstawieniu Neila Simona Ostatni czerwoni gorący miłośnicy (1989) w roli Jeanette Fisher, W 1994 wystąpiła w Guildford i odbyła tournée z czarną komedią Josepha Kesselringa Arszenik i stare koronki w roli Abby Brewster. Można ją było też zobaczyć na scenie w Basingstoke jako Lady Bracknell w przedstawieniu Oscara Wilde’a Bądźmy poważni na serio. W 1998 w teatrze w Salisbury zagrała pielęgniarkę w Romeo i Julii. W 2002 odbyła tournée z przedstawieniem Kobieta bez znaczenia Oscara Wilde’a grając Lady Hunstanton. W 2009 w Chichester wystąpiła w roli Lady Matheson w sztuce Terence’a Rattigana Osobne stoliki.
Na ekranie grała głównie gościnnie w brytyjskich produkcjach telewizyjnych, w tym w serialu policyjnym BBC Z-Cars (1963, 1965, 1968) z Brianem Blessedem, sitcomie BBC1 Casanova '73 (1973) z Lesliem Phillipsem czy Associated Television Thriller (1974) z Helen Mirren. W sitcomie Thames Television Shelley (1979–1982) wystąpiła w roli Pani Hawkins. Zagrała też w kilku filmach, w tym w familijnym The Troublesome Double (1972), komedii kryminalnej Dziwny przypadek końca cywilizacji (The Strange Case of the End of Civilization as We Know It, 1977) u boku Johna Cleese’a i komedii kryminalnej Wilt (The Misadventures of Mr. Wilt, 1989) na podstawie powieści Toma Sharpe’a z udziałem Mela Smitha.
Zmarła 18 sierpnia 2022 w domu dla emerytowanych aktorów w Denville Hall w Northwood na osiedlu w Londynie w wieku 91 lat.

## Życie prywatne
27 września 1958 zawarła związek małżeński z aktorem Leonardem Rossiterem, z którym się rozwiodła w 1961. 12 czerwca 1972 wyszła za mąż za chirurga dentystycznego Henry’ego Newmana, który zmarł w 1980.

## Wybrana filmografia
- 1973: Whoops Baghdad jako Fatima
- 1990–1995: Co ludzie powiedzą? jako Elizabeth „Liz” Warden
- 1994: Coronation Street jako Peggy Phillips
- 2000: Morderstwa w Midsomer jako Samantha Johnstone
- 2003–2010: Babie lato jako Lucinda Davenport
- 2006: Szpital Holby City jako Mabel Phillips